# Értelmes tervezettség
Az értelmes vagy intelligens tervezettség (angolul: intelligent design) az a nézet, mely szerint a világegyetem és az élővilág bizonyos jellegzetességei leginkább egy intelligens ok által magyarázhatók, s nem olyan irányítatlan folyamatokkal, mint például a természetes szelekció.

Az intelligens tervezés a teleológiai istenérv modern változata azzal a módosítással, hogy nem tesz kijelentéseket a tervező természetéről vagy kilétéről, ezzel próbálván elkerülni a kreacionizmus mint természettudomány oktatását megtiltó pereket.

Ismert hirdetői – akik az amerikai Discovery Institute nevű konzervatív keresztény agytröszttel állnak kapcsolatban

– úgy gondolják, az intelligens tervező a monoteista vallások (kereszténység, iszlám stb.) Istene.

A nézet szószólói szerint az intelligens tervezés tudományos elmélet. Nézetük szerint szükséges a tudomány definíciójának módosítása, hogy elfogadjon természetfeletti magyarázatokat.
A tudományos közösség egyértelmű véleménye szerint az intelligens tervezés nem tudomány, hanem áltudomány.

Az Egyesült Államok Nemzeti Tudományos Akadémiája közleményében kifejtette, hogy az intelligens tervezés (valamint más, az élet vagy a fajok eredetét természetfeletti beavatkozással magyarázó nézetek) nem tekinthetők tudományos elméletnek, mert állításaik tudományos módszerek segítségével nem ellenőrizhetők, feltevéseik tekintélyen, kinyilatkoztatáson és vallási tételeken nyugszanak.

Az intelligens tervezést a Magyar Tudományos Akadémia is áltudománynak minősítette állásfoglalásban.
Az intelligens tervezés az 1987-es Edwards kontra Aguillard per döntésének következményeként jött létre, mely szerint a kreacionizmus állami iskolákban történő oktatása megsérti az USA alkotmányának az állam és egyház szétválasztásáról rendelkező első kiegészítését, mivel egy bizonyos vallást igyekszik előnyhöz juttatni. A kifejezés először az 1989-ben megjelent Of Pandas and People („Pandákról és emberekről”) című könyvben tűnt fel.

A könyvet kiadója a középiskolai biológiaoktatás kiegészítő tankönyvének szánta. A Pandák több kiadása mellett az 1990-es években számos más az intelligens tervezésről szóló könyv is megjelent. Az évtized közepére az intelligens tervezés szószólói a Discovery Institute köré csoportosultak, s célul tűzték ki az intelligens tervezés nézetének felvételét a közoktatás természettudományos tantervébe.

A Discovery Institute Center for Science and Culture nevű részlege központi szerepet játszott az intelligenstervezés-mozgalom szervezésében és anyagi támogatásában. A 90-es évek végére és a 2000-es évek elejére a ez a mozgalom egyre inkább láthatóvá vált, tevékenysége a 2005-ös Kitzmiller kontra doveri iskolaszék perrel érte el csúcspontját.
A doveri pandaperként ismertté vált ügyben középiskolás diákok szüleinek egy csoportja igyekezett megváltoztatni az iskolakörzet tantervét oly módon, hogy az az intelligens tervezést, mint az „élet eredetét magyarázó”, evolúcióval szembeni alternatív tudományos elméletet is tartalmazza. A per döntése alapján az iskolaszék intelligens tervezéssel kapcsolatos szabályzása megsértette az USA alkotmányának első kiegészítésének az állam és egyház szétválasztásáról rendelkező cikkelyét. Az ítélet továbbá kimondta, hogy az intelligens tervezés nem tudomány, s képtelen megkülönböztetni magát kreacionista, így vallásos elődeitől
.

## Az értelmes tervezés nézete
Az értelmes tervezést hívei az evolúció elméletének tisztán naturalista változataival szembeni alternatívaként mutatják be.
Kinyilvánított céljuk olyan empirikus bizonyítékok felkutatása, amelyek szerint a földi élet egy értelmes tervező vagy tervezők tevékenysége nyomán jött létre. William Dembski, az értelmes tervezés egyik vezető egyénisége szerint az alapvető állításuk az, hogy „léteznek olyan természeti rendszerek, amelyek nehezen magyarázhatóak cél nélküli erők eredményeképpen és olyan tulajdonságokat hordoznak, amelyek jelenlétéből minden más esetben valamilyen intelligencia jelenlétére következtetnénk”. 
Az értelmes tervezés hívei azt állítják, hogy az értelem jegyeinek bizonyítékait kutatják.
Az általuk leggyakrabban példaként felhozott ilyen jelek az egyszerűsíthetetlen komplexitás, az információs mechanizmusok és a specifikus komplexitás.
Sokan közülük úgy gondolják, hogy az élő szervezetekben több ilyen jel is megfigyelhető, amiből arra következtetnek, hogy az élet bizonyos aspektusai megtervezettek.
Ez ellentmond a jelenleg uralkodó tudományos elméleteknek, amelyek a világot fizikai folyamatok révén – mint amilyen a „véletlenszerű” mutáció és a természetes kiválasztódás – magyarázzák.
A tervezettség hívei azt állítják, hogy bár lehetséges, hogy nem tudunk megfigyelni az „értelmes tervező”-re vonatkozó közvetlen bizonyítékokat, ám hatását a természetre már észlelni tudjuk.
Dembski a Signs of Intelligence (Az értelem jelei) című, 2001-ben megjelent könyvben így ír: „Támogatói úgy tekintenek az értelmes tervezésre, mint olyan tudományos programra, amely az értelmes okok hatásait vizsgálja. Figyeljünk arra, hogy az értelmes tervezés az értelmes okok hatásait, nem pedig magukat az értelmes okokat kutatja.” 

### Az értelmes tervező koncepciójának eredete
Filozófusok évezredeken át gondolták úgy, hogy a természetben megfigyelhető komplexitás egy tudatos természeti, vagy természetfeletti tervezőt vagy teremtőt feltételez.
Az univerzum részeként működő  tervező gondolatának legkorábbi írásos nyoma a görög filozófiából maradt fenn. Platón (kb. i. e. 427-347) Timaiosz című művében egy világteremtő demiurgoszról ír, aki már létező anyagból hozza létre a kozmoszt.
Arisztotelész (kb. i. e. 348-322) a Metafizikában szintén ír a kozmosz teremtőjéről, akit az Első Mozgatónak nevez.
Ez a fajta gondolatmenet később a teleológiai istenérvként vált ismertté. Egyik leghíresebb megfogalmazása Aquinói Szent Tamás Summa Thelogiae című művéből származik (13. sz.), ahol a tervezettség az általa említett öt istenérv egyike.
Másik széles körben ismert változata William Paley 1802-es könyvében leírt órásmester-analógia, melyet az intelligens tervezés hívei a mai napig használnak érvelésükben.
A 19. században az ilyen érvek vezettek el az ún. természeti teológia kialakulásához, melynek célja a biológia tanulmányozása volt, hogy azáltal megértsék „Isten gondolatait”.
Ez a mozgalom hajtotta a fosszíliák és más biológiai nyomok gyűjtése iránti szenvedélyt, ami végül Darwin elméletéhez vezetett a fajok eredetéről.
Az intelligens tervezés gondolata a 20. század során a természeti teológia újrafogalmazásának tekinthető. Ahogy az evolúciós elmélet térnyerésével egyre több természeti jelenséget volt képest megmagyarázni, az addig a tervezés bizonyítékainak tekintett példák folyamatosan változtak ám az eredeti érv változatlan maradt: a bonyolult rendszerek tervezőt igényelnek.
A múltban emlegetett példák a szem (látórendszer) és a tollakkal borított szárny voltak, míg a manapság a tervezőt igénylő biológiai rendszerekre felhozott példák elsősorban biokémiaiak:
a fehérjék működése, véralvadás és a baktériummotorok. (Lásd: egyszerűsíthetetlen komplexitás).
Az intelligens tervezés szándékosan nem azonosítja, hogy ki is a tervező – csak annyit állít, hogy ilyen létezik.
Az intelligens tervezés híveinek többsége számára azonban a tervező nem más, mint a (legtöbbször keresztény) vallás Istene.

## Az értelmes tervezésről folyó vita

### Egyszerűsíthetetlen komplexitás

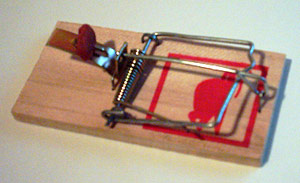
Az egyszerűsíthetetlen komplexitás példájaként használt egérfogó

Az intelligens tervezés kontextusában Michael Behe vezette be az egyszerűsíthetetlen komplexitás fogalmát, melyet a következő módon határozott meg:
…egy olyan rendszer, mely számos, egymáshoz jól illeszkedő, egymással kapcsolatban álló elemből épül fel, melyek mind hozzájárulnak a rendszer alapvető funkciójához, oly módon, hogy akár egy elemet is kiemelve a rendszerből, az a továbbiakban effektíve nem képes ellátni a funkcióját (Behe, Molecular Machines: Experimental Support for the Design Inference)
A koncepció szemléltetésére Behe az egérfogó példáját használja. Egy egérfogó számos egymással kölcsönhatásban lévő darabból áll – ilyen a talp, a rugó, illetve az állatra lecsapó drótkeret – melyek közül a szerkezet működéséhez valamennyinek jelen kell lennie.
Bármelyik eltávolítása azzal jár, hogy az egérfogó nem tudja ellátni a feladatát. Ez a megközelítés azonban figyelmen kívül hagyja azt, hogy az evolúció során a szervek funkciója is megváltozhat, ahogy egy "egyszerűsített" egérfogó nem működhet egérfogóként, de például csipesznek alkalmas lehet.
Az intelligens tervezés támogatói szerint a természetes kiválasztódás nem hozhatott létre egyszerűsíthetetlen komplexitású rendszert, mivel maga a funkció, amin a kiválasztódás végrehajtódhatna, csak akkor jelenik meg, mikor már valamennyi alkatrész a helyén van.
A Behe által eredetileg példaként felhozott biológiai rendszerek, amelyek szerinte egyszerűsíthetetlenül bonyolultak: az E. coli baktériumok ostora, a véralvadás, cilia és az adaptív immunrendszer. Ezekkel kapcsolatban azonban rendelkezésre állnak meggyőző modellek és bizonyítékok[forrás?], amelyek szerint a rendszer lépésről lépésre alakultak ki, úgy, hogy minden lépés szelekciós előnnyel járt.
A kritikusok rámutatnak, hogy az egyszerűsíthetetlen komplexitás érve azzal a feltételezéssel él, hogy a rendszerben jelenleg meglévő szükséges elemek mindig is szükségesek voltak és emiatt nem lehetséges, hogy nem egyszerre, hanem egymás után jelentek meg.
Azzal érvelnek, hogy valami, ami kezdetben pusztán előnyös, később nélkülözhetetlenné válhat, ha a rendszer más komponensei megváltoznak.
Egy további érvük, hogy az evolúciós folyamatok során meglévő részek átalakulhatnak, vagy el is tűnhetnek a rendszerből. Ezt nevezik néha „állványzat” analógiának is , mely szerint építés közben egy állványzat megtarthat egy egyszerűsíthetetlenül bonyolult építményt (például egy készülő boltívet), ám annak elkészültével az állványzat eltávolítható, és az építmény már képes lesz önállóan megmaradni, funkcióját betölteni.
Hermann J. Muller amerikai genetikus már 1918-ban megjósolta, hogy az evolúció ezen az úton egyszerűsíthetetlenül bonyolultnak tűnő rendszereket eredményez. (Muller az interlocking complexity, összekapcsolt komplexitás kifejezést használta.)

### Finomhangolt univerzum
A finomhangolt univerzum elmélet szerint az élethez szükséges feltételek az univerzumban csakis az univerzális fizikai konstansok erősen behatárolt értékei mellett jöhetnek létre. Ha ezen konstansok közül bármelyik is csak minimálisan eltérő értékű, az élet a ma ismert formájában nem alakulhatott volna ki. Ezt az elméletet gyakran hozzák fel a kreacionista világnézet mellett, azzal érvelve, hogy a konstansok ilyen pontos és az élet kialakulásához éppen megfelelő értéke nem jöhetett létre magától, így az univerzum keletkezése egy intelligens tervezőt kíván, aki képes lehetett előre beállítani a megfelelő értékeket.
Tudományos szempontból túl keveset tudunk ezen konstansok eredetéről és kialakulásáról ahhoz, hogy bármilyen következtetést levonhassunk. Abban sem lehetünk biztosak, hogy egyáltalán felvehetnek más értékeket. Az ugyanis, hogy valamit képesek vagyunk kvantifikálni, még nem jelenti azt, hogy az bármi más értéket is felvehet. Emellett természetesen a tudományos közösség is tisztában van a konstansok létezésével és az univerzumra gyakorolt hatásukkal, és több hipotézis is született arról, hogy mi okozhatja ezt a látszólag nagyon valószínűtlen kozmikus egybeesést.
- Multiverzum: Ez a megközelítés több, a miénktől függetlenül létező univerzumot feltételez, melyekben az univerzális konstansok értéke véletlenszerűen alakul ki. Elméletileg végtelen sok univerzum létezhet, így elkerülhetetlen, hogy néhányban megfelelőek legyenek a feltételek az élet kialakulásához. A mi univerzumunk természetesen ezen kevesek közé tartozik, hiszen itt vagyunk. Bár ez a hipotézis egyszerűnek és logikusnak hangzik, sok tudós azt is kétségbe vonja, hogy egyáltalán tudományos elképzelésnek tekinthető-e, hiszen a szóban forgó univerzumok a miénken kívül helyezkednek el, s így kétséges, hogy valaha képesek leszünk bizonyítékot találni a létezésükre.
- Termékeny univerzum: Az elmélet Lee Smolin amerikai elméleti fizikus nevéhez fűződik. Lényegében azt mondja ki, hogy egy összeomló fekete lyuk egy új univerzum születését vonja magával a "túloldalon", melynek fizikai állandói kissé eltérnek a "szülő" univerzumétól. Így minden univerzum annyi újnak ad életet ahány fekete lyuk volt található benne. Ezzel gyakorlatilag a biológiai evolúcióhoz hasonló változás játszódik le ahogyan az univerzumok újakat hoznak létre, ezért néha Kozmikus Természetes Szelekciónak is nevezik.
- Ekpyrotikus univerzum: Az ekpyrotikus ("tűzből lett") univerzum egy kozmológiai modell, alternatív a kozmikus inflációs paradigmára.

További hipotézisek is léteznek, többségük bonyolult fizikai számításokon és modelleken alapszik.

## Az értelmes tervezés mozgalom

### Az „ék” stratégia
A Discovery Institute „ék” stratégiát (wedge strategy) tárgyaló dokumentuma, melyet eredetileg szponzorok megnyerésére szántak, véletlenül került nyilvánosságra. A dokumentum kijelenti:
„a feltételezés, mely szerint Isten a maga képére teremtette az embereket, olyan alap, amelyre az egész nyugati civilizáció épült”
Az stratégia céljai a következőek:
1. „A tudományos materializmus és destruktív erkölcsi, kulturális és politikai örökségének legyőzése.”
2. „A materialista magyarázatok felváltása azzal a teista meggyőződéssel, mely szerint a természetet és az embereket Isten teremtette.”

Az intelligens tervezés mozgalmának kritikusai szerint a dokumentum és az abban megfogalmazott stratégia rávilágítanak arra, hogy a mozgalmat vallási illetve politikai ideológiai célok motiválják és szántszándékkal homályosítják el a nyilvánosság előtt valódi programjukat.
1992-ben Johnson így írt:
„[Az ék stratégia] célja meggyőzni az embereket arról, hogy a darwinizmus eredendően ateista, eltolva így a vitát a kreacionizmus vagy evolúció kérdése felől az Isten létezése vagy nemlétezése kérdése felé. Ettől a ponttól az embereknek bemutatjuk a Biblia 'igazságát' és 'a bűn kérdését' és végül 'bemutatjuk nekik Jézust.'” [27] „Darwinism: Science or Philosophy”